# يان دوبنز
يان دوبنز (بالإنجليزية: Ian Dobbins)‏ هو لاعب كرة قدم ومدرب كرة قدم بريطاني، ولد في 24 أغسطس 1983 في بلزهيل ‏ في المملكة المتحدة. لعب مع نادي سترنرير ‏.